# Nasser Abdulhadi
Nasser Abdulhadi (Arabic:ناصر عبد الهادي) (sinh ngày 16 tháng 12 năm 1989) là một cầu thủ bóng đá người Các Tiểu vương quốc Ả Rập Thống nhất. Hiện tại anh thi đấu cho Al-Wahda.